# Калицкая, Вера Павловна
Вера Павловна Калицкая (или Вера Павловна Абрамова-Калицкая; в дев. Абрамова; псевдоним В. Алиен; 9 [21] апреля 1882, Санкт-Петербург — 14 мая 1951, Ленинград) — русский и советский писатель и публицист, редактор и автор детских, научно-популярных книг и мемуаров, состояла в Ленинградском городском Комитете писателей, и работала химиком в аналитической лаборатории Геологического комитета и Нефтяного института.

## Биография
Родилась 9 (21) апреля 1882 года в Санкт-Петербурге, в семье чиновника Государственного контроля Павла Егоровича Абрамова (1852?-1913) и Ольги Ивановны (в дев. Лазарева; 1852?-1887) из дворян Симбирской губернии, недвижимости не имела.

### Образование
В 1898 году окончила женскую Литейную гимназию в Санкт-Петербурге с золотой медалью.
В 1902 году окончила Физико-математическое отделение Высших женских курсов (Бестужевские курсы), по разделу химии.
В 1902—1904 годах училась в Женском Медицинском институте в Санкт-Петербурге, но покинула его через 2 года.

### Работа учителем и медиком
В 1904—1907 годах преподавала в Смоленских классах для рабочих Технического общества, в Никольском женском училище и в гимназии Песковой.

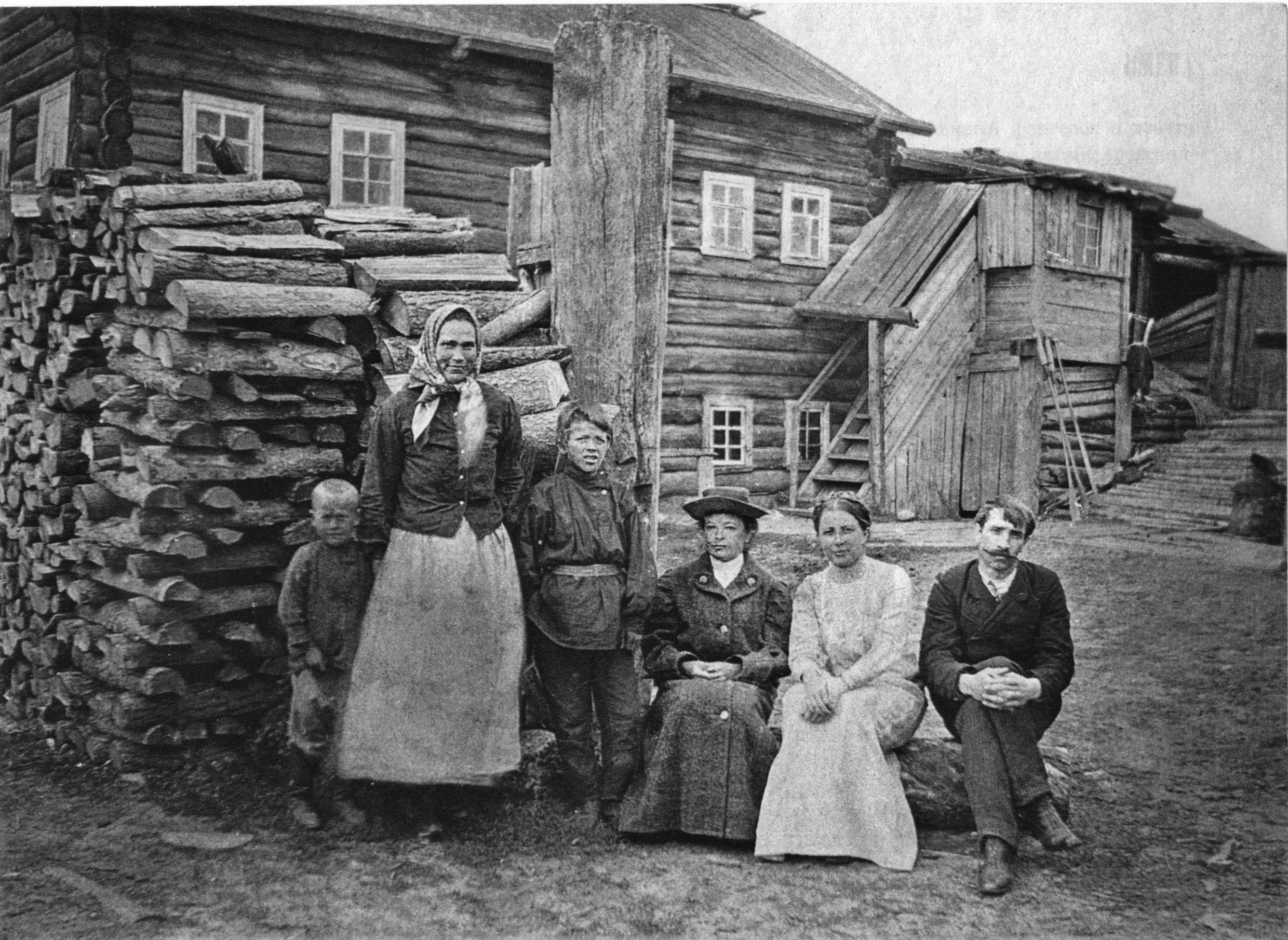
Вера Павловна с Александром Грином в ссылке, 1911 год

Во время революционных событий 1905 года была медицинским работником в подпольной революционной организации «Красный крест» по помощи политическим заключённым, где в 1906 году познакомилась с революционером и писателем А. С. Грином (её первый муж в 1910—1913 годах).
С ноября 1910 года по май 1912 года была в ссылке с Грином в Пинеге и Кегострове в Архангельской губернии.

### Работа химиком и геологом
В 1907—1910 и в 1914—1922 годах работала в химической лаборатории Геологического комитета России. С 1919 года была в экспедициях на Поволжье и в Средней Азии с сотрудником Геолкома К. П. Калицким. После ликвидации Геологического комитета, с 1930-х годов работала (с небольшими перерывами) во Всесоюзном нефтяном геолого-разведочном институте (НГРИ, ВНИИ, ВНИГРИ).
В 1941—1942 годах жила в блокадном Ленинграде, где 28 декабря 1941 года от голода и пневмонии умер её муж — известный геолог-нефтяник К. П. Калицкий.

### Литературная деятельность

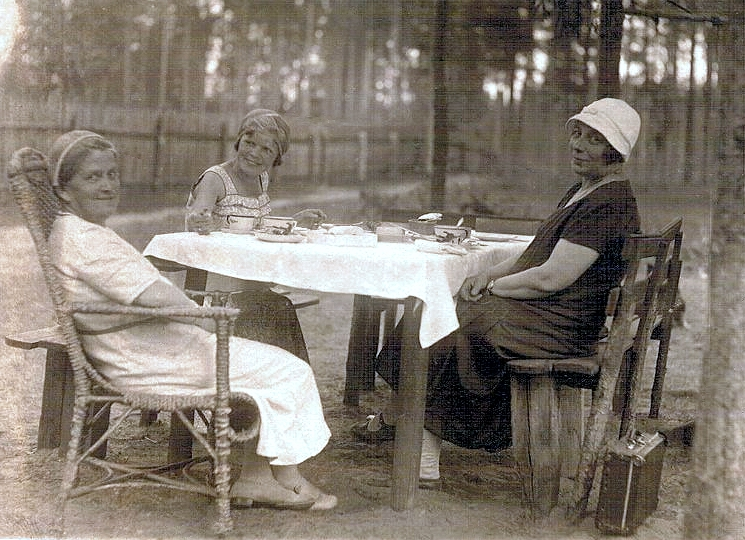
Калицкие и Аргентовы
(1933 или 1922)

В 1904 году начала публиковать первые рассказы.
Была сотрудником, а затем членом редакции журнала «Что и как читать детям» в Санкт-Петербурге (1912—1914).
Сотрудничала с журналами (статьи и редактирование): Читальня народной школы, Проталинка, Детский отдых, Тропинка, Всходы, Всеобщий журнал.
В 1920-е годы входила в Кружок детских писателей Маршака в Петрограде
Входила в Ленинградский городской Комитет писателей.
С июня 1942 до лета 1944 была в эвакуации в городе Куйбышеве.
В 1943—1945 годах работала над мемуарами о К. П. Калицком, которые до сих пор не напечатаны.
С января 1946 года — переводчик в Нефтяном институте (ВНИГРИ), работала из дома.
К 1948 году закончила воспоминания об Александре Грине.
Скончалась 14 мая 1951 года в Ленинграде на семидесятом году жизни.
Похоронена на Шуваловском кладбище.

## Семья
Первый муж (1910—1913) — Гриневский, Александр Степанович (Александр Грин; 1880—1932) — член партии социалистов-революционеров, писатель.
Второй муж (с весны 1917, официально c 1920) — Калицкий, Казимир Петрович (1873—1941) — геолог-нефтяник.

## Членство в организациях
С 1920-х годов входила в образовавшийся вокруг С. Я. Маршака «Кружок детских писателей».
- 1934 — Союз писателей СССР.

## Адреса
Жила в:
- 1907-1908 - Санкт-Петербург, 11 линия Васильевского острова, дом 44, кв. 24.
- 1909-1910 - 6-я линия В. О., дом 1.
- 1917 - осень 1931 — Зверинская улица, дом 17б, кв. 25.
- Октябрь 1931 - апрель 1951 — 5 Линия Васильевского острова, дом 54, кв. 10[20].